# Vestre Bakholmen
Vestre Bakholmen est une île norvégienne du comté de Hordaland appartenant administrativement à Torangsvåg.

## Description
Rocheuse et couverte d'une légère végétation, elle s'étend sur environ 458 m de longueur pour une largeur approximative de 246 m. Elle comporte un bâtiment en son centre et quelques aménagements à son extrême nord.